# Kraven el Cazador (Alyosha Kravinoff)
Alyosha Kravinoff, también conocido como el segundo Kraven el Cazador, es un personaje Ruso que aparece en los cómics estadounidenses publicados por Marvel Comics. Él es el hijo ilegítimo de Kraven el Cazador, el sobrino de Cameleón y el medio hermano de Vladimir Kravinoff y Ana Kravinoff.

## Historial de publicaciones
Alyosha Kravinoff apareció por primera vez en las páginas de Spectacular Spider-Man # 243 (febrero de 1997 ) y fue creado por J.M. DeMatteis y Luke Ross.

## Biografía del personaje ficticio
Alyosha Kravinoff es un ilegítimo mutante, hijo del supervillano Kraven el Cazador. A diferencia del medio hermano de Alyosha, Vladimir (el Cazador Siniestro), Alyosha fue separado de su familia y criada en una jungla africana. Después del suicidio de Kraven el Cazador, Alyosha llegó a la ciudad de Nueva York para investigar al padre que apenas conocía. Vestido como Kraven, Alyosha confrontó a su tío Dmitri Smerdyakov (también conocido como Cameleón). Creyendo que su hermanastro abusivo había regresado de la muerte, Cameleón le reveló a Alyosha mucho sobre la disfuncional familia de Kravinoff. La antigua amante de Kraven, Calipso Ezili en realidad regresó de la muerte y confundió a Alyosha con Kraven el Cazador. Ella sedujo a Alyosha, pero después él rechazó sus afectos. Más tarde, montando un elefante alcista en lo alto de los tejados de Manhattan, Alyosha atacó a Spider-Man. Lo envenenó con un dardo alucinógeno, pero luego lo liberó. Mientras estaba en la finca de Kravinoff, Alyosha estaba aprendiendo acerca de su padre de Spider-Man cuando Calipso regresó con las tribus de Kraven. Ella prendió fuego a la casa y mató a todos menos a Gulyadkin el León. Calipso envenenó a Alyosha y Spider-Man y usó sus poderes hipnóticos para obligarlos a luchar hasta la muerte. Spider-Man se resistió e hirió a Calipso, mientras que Alyosha la sometió con su león. A pesar de pedirle perdón, Alyosha salvajemente mató a Calipso y a todos los miembros de la tribu con ella.
Más tarde fue contratado por la ciudad de Nueva York para ayudar a capturar el enigmático cachorro enorme de Cantantes, los Cuatro Fantásticos. Luego, fue contratado por White Wolf, jefe de la depuesta policía secreta de Wakanda, para capturar a la Pantera Negra. La Pantera Negra dio vuelta la batalla, casi matando a Alyosha. Hombre de Arena luego invitó a Alyosha a unirse a los Seis Siniestros del Hombre de Arena para cazar al Doctor Octopus y al Senador Ward (el cuerpo de host del alienígena Z'nox). Venom, menospreciado por su rechazo por los Seis, cazó a cada uno de los miembros del equipo. Rehusándose a ser "cazado", Alyosha atrapó a Venom con fuego, pero Venom lo hirió gravemente y escapó.
Alyosha luego adoptó una personalidad más relajada como un hombre de señoras suave e ingenioso. Como "Al", comenzó a salir con Timber Hughes, una aspirante a actriz que trabajaba como camarera en un bar de todo villano. Al buscó ayudar a la carrera de Timber en Hollywood al convertirse en director. A pesar de las conexiones de las celebridades, los esfuerzos de Al se vieron obstaculizados por la arrogancia, la codicia y la corrupción dentro de la élite de Hollywood. Expulsado de Hollywood por los poderosos hermanos Rothstein, Al es golpeado mientras Timber fue brutalmente violado. Tanto Al como Timber exigieron venganza, lo que implicó derrotar a otro medio hermano, Ned Tannengarden (quien luego fue asesinado por Cameleón), y dejar Hollywood para perseguir heroicidades en la ciudad de Nueva York.
Alyosha es uno de los pocos mutantes que conservaron sus poderes sobrehumanos después del Día-M. Es uno de los seres superpoderosos reclutados en la miniserie de Más Allá! de Extraño haciéndose pasar por el Beyonder.
Posteriormente, Alyosha Kraven finalmente se vuelve totalmente trastornada al experimentar con las pociones de su padre, y en su locura comenzó a coleccionar un zoológico de superhumanos con temas de animales, incluidos Bushmaster II, Gárgola, Tiburón Tigre, Canguro, Aragorn (la versión que era propiedad de Caballero Negro del Vaticano), Buitre, Mangosta, Hombre Toro, Hombre Dragón, Enjambre, Mandril, Grizzly III, Hombre rana y Rhino. Al final, el Punisher (a quien Kraven se refirió como "Tiny Monkey") logró sabotear este zoológico. El propio Kraven escapa a la Tierra Salvaje.
Durante la historia de The Gauntlet, Alyosha regresó a Nueva York para ayudar a su media hermana Ana y a su madrastra Sasha con el Cazador Siniestro cazando a Kaine. Luego son testigos de la pelea de Spider-Man con el Lagarto. Él estuvo presente en el ritual donde Sasha sacrificó a Mattie Franklin como parte de un ritual de reavivamiento que resucita a su medio hermano Vladimir como una criatura humanoide similar a un león. Después de que la familia Kravinoff fuera derrotada, Alyosha junto con los otros miembros de la familia Kravinoff escaparon a la Tierra Salvaje. Alyosha pronto abandonó a su familia después de que Kraven matara a Sasha y Vladimir. En un intento por impresionar a Kraven, Ana persiguió a Alyosha con la intención de matarlo a cambio de que él la entrene para reconstruir la Familia Kravinoff.
Posteriormente, se confirmó que Alyosha había sido asesinado en la Tierra Salvaje por su hermana Ana cuando ella y su padre regresaron de la Tierra Salvaje para perseguir a Kaine en Houston, Texas.

## Poderes y habilidades
Alyosha es un mutante que posee fuerza sobrehumana, velocidad, agilidad, destreza, reflejos / reacciones, coordinación, equilibrio y resistencia, y un factor de curación. Sus cinco sentidos están extraordinariamente realzados, y cuando se enfurece, puede transformarse en una furia bestial. Él los heredó de su padre Kraven, quien se mutó mediante el uso constante de pociones místicas.
Alyosha le reveló a Spider-Man en su serie limitada que su madre era una mutante natural de la cual heredó la habilidad de comunicarse y tener control sobre los animales. 
Además, es un experto en armamento como venenos, armas, dardos, hachas, lanzas, látigos y redes, y es un combatiente cuerpo a cuerpo excepcional. Llevaba el chaleco de león de su padre, con un circuito integrado de electroshock. Viaja con su mascota, el lobo Nickel y ocasionalmente con otros animales exóticos.

## Otras versiones

### Spider-Man: Reign
En el futuro distópico de Spider-Man: Reign, Kraven lidera los Seis Pecadores.